# Granulopsammodius petrovitzi
Granulopsammodius petrovitzi är en skalbaggsart som beskrevs av Rakovic 1978. Granulopsammodius petrovitzi ingår i släktet Granulopsammodius och familjen Aphodiidae. Inga underarter finns listade i Catalogue of Life.